# Gabriel Blancafort i París
Gabriel Blancafort i París   (la Garriga, 10 de maig de 1929 - 24 d'agost de 2001) fou un mestre orguener català.

## Biografia
Fill del compositor Manuel Blancafort i de Rosselló i de la violinista Elena París i Elias, fou el sisè d'entre onze germans, dels quals destaca Albert, compositor i director d'orquestra. Fou pare de l'orguener Albert Blancafort i Engelfried.
Estudià al col·legi Sant Ignasi-Sarrià (Barcelona) i al Seminari Conciliar de Barcelona. Després, i durant sis anys, rebé formació literària i teològica clàssiques a la Universitat Pontifícia de Comillas (Cantàbria). De retorn a Barcelona, l'audició de les classes d'orgue de Joan Suñé Sintes, la seva amistat amb els mestres organistes Paul Franck i Montserrat Torrent, el contacte amb el pare Gregori Estrada, de Montserrat, i la restauració de l'orgue de la Catedral de Barcelona el 1952 per l'orguener Pau Xuclà, determinaren el seu viu interès per l'instrument i el feren introduir-se en l'art de l'orgueneria, ofici al qual consagrà la seva vida professional fins a la fi.
El seu aprenentatge començà el 1954 a Collbató, a la Fábrica de órganos de Nuestra Señora de Montserrat, coneguda com a Tallers Rogent, fundada el 1925 pel patrici local Joan Rogent i Massó. El 1956, anà a fer estada als Établissements González a París i, després, des del 1959, a la casa Walker a Ludwigsburg (Alemanya), on pogué conèixer i absorbir els corrents dominants de l'orgueneria a l'Europa central en aquell moment: l'Orgelbewegung, i que es concretaven en el retorn i perfeccionament dels sistemes clàssics de mecànica i harmonització, propers als dels instruments de Bach, Buxtehude i Pachelbel.
El 1961 retornà als Tallers Rogent, on aviat s'encarregà de la direcció tècnica, i el 1963, primer associat amb Joan Capella i després, el 1974, en va assumir totalment la propietat i la direcció, els refundà com a taller d'orgueneria amb el seu propi nom. A partir d'aquest moment, i fins al 1998, quan deixà la direcció del taller al seu fill Albert Blancafort i Engelfried, fou l'introductor dels nous corrents de l'orgueneria de l'Europa central, reorientada cap a la recuperació dels sistemes clàssics de transmissió mecànica i d'harmonització (Orgelbewegung) i restaurà l'ofici d'orguener a casa nostra.
El 1989, la Generalitat de Catalunya li atorgà la Carta de Mestre Artesà. El 1991, el Ministeri de Cultura de l'estat espanyol li concedí la Medalla de Plata al mèrit artístic de Belles Arts. El 1993, l'Agrupació Foment de Cultura Catalana li atorgà el premi Francesc Pujol.
A les eleccions municipals de 1999, fou escollit regidor a Collbató com a cap de llista per Esquerra Republicana de Catalunya, càrrec que exercí fins a la seva mort.

## Obra
Quan encara era als Tallers Rogent, el 1962, ja restaurava l'orgue del Vendrell, un instrument de Ludwig Scherrer de l'any 1777 i va restituir-li la cadireta i afegir un pedaler de trenta notes, de transmissió elèctrica. Ja independitzat, el 1964 escometé la tasca de restauració de l'orgue de la Basílica Colegial de Daroca, a l'Aragó, de Pascual de Mallén, del 1498, modificat per Guillaume de Lupe el 1569 i el 1597. És aquesta restauració que marca el començament d'una vida de reflexió, observació i estudi dels instruments ibèrics antics, des de les quals desenvolupà la seva proposta artística i el seu estil propi. L'opus de Gabriel Blancafort, entre restauracions i obres de nova planta, abasta 138 instruments.

### Restauracions més destacades
- 1974: Orgue de la Basílica de Santa Maria de Mataró, de Gaietà Estadella i Solé (1927), de quatre teclats manuals i pedaler i 61 jocs. La transformació, en col·laboració amb l'orguener francès Georges Lhôte, feu l'instrument més barroc, en mecanitzar-li tota la tracció, afegir-li una batalla doble i la cadireta, i ampliar i fer canvis en alguns jocs.
- 1977: Orgue de l'església de Santa Maria la Major de Montblanc, de dos teclats, orgue major i cadireta, i pedaler de 12 notes (1607), reconstruït per Josep Boscà (1703) i Anton Boscà (1750). Restaurat també en col·laboració amb Georges Lhôte.
- 1993: Orgue de la catedral de Mallorca, de quatre teclats manuals i pedaler i 54 jocs, de Jacme Febrer (1490), que havia sofert l'última transformació per Amézua (1926).
- 1985-1994: Orgue de la Catedral de Barcelona (1538), de Pere Flamench, que havia sofert un munt de transformacions al llarg dels segles. Amb el criteri de respectar l'orgue antic tot afegint-li el més necessari per adequar-lo a les exigències actuals, es reestructuraren les mixtures, es completaren els jocs del pedaler, s'afegí un tercer cos de recitatiu i, en teclat a part per alleugerir-ne la pulsació, es posà una brillant trompeteria de batalla proporcionada a la grandària del gran orgue. Es renovà tota la tracció, que passà a ser mecànica i, finalment, restà la distribució actual de quatre teclats manuals, un pedaler i 58 jocs.

### Principals obres de nova planta
- 1972-1976: Órgano del Sol Mayor, a l'església de Nuestra Señora de La Encarnación de Marbella (Andalusia). L'instrument disposa de quatre teclats manuals, un pedaler i 56 jocs.
- 1976: Orgue del santuari de Torreciudad, a Lo Grau (Aragó). Instrument amb quatre teclats manuals, un pedaler i 62 jocs.
- 1982-2002: Orgue «Cabanilles» de l'església de la Companyia de Jesús de València. Amb quatre teclats manuals, un pedaler i 71 jocs, és el més gran dels orgues realitzats per Gabriel Blancafort, encara que ell no en pogué veure l'acabament.